# 雲海

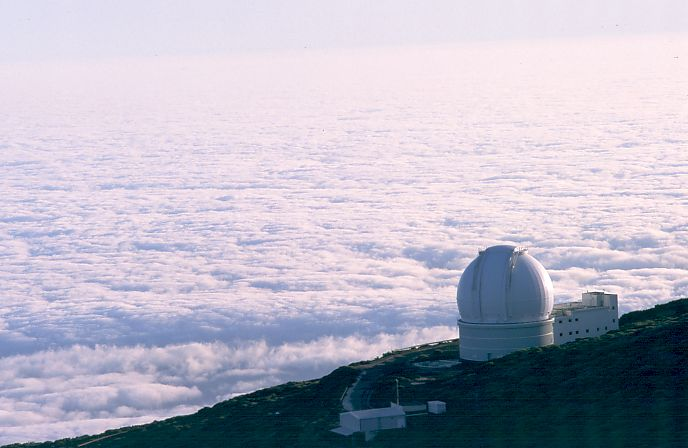
拉帕爾馬天文台與雲海

雲海是指在雲霧大片聚集的情況下，由上而下俯視，此時雲霧頂部起伏流動的樣子宛如大海一般，因而稱為「雲海」。
最容易觀看到雲海的地方是飛機等航空器，其次為高山，再其次為摩天大樓。其中以高山的雲海最為可觀，因為此時雲海盤踞山間，峰巒或沒或出，猶如海上小島，這種情景最切合雲海之名。
飛機等航空器由於飛行高度高，國際線的航班更是在對流層頂部飛行，所以幾乎都能見到一望無際的雲海。摩天大樓則因為高度不及高山，能觀看到雲海的機會更為有限，而由摩天大樓觀看到的雲海大多是由霧氣所形成的「霧海」，較雲海稀薄，常發於氣溫較低的清晨，此時高樓間或出頭，亦別有一番風味。

## 圖集

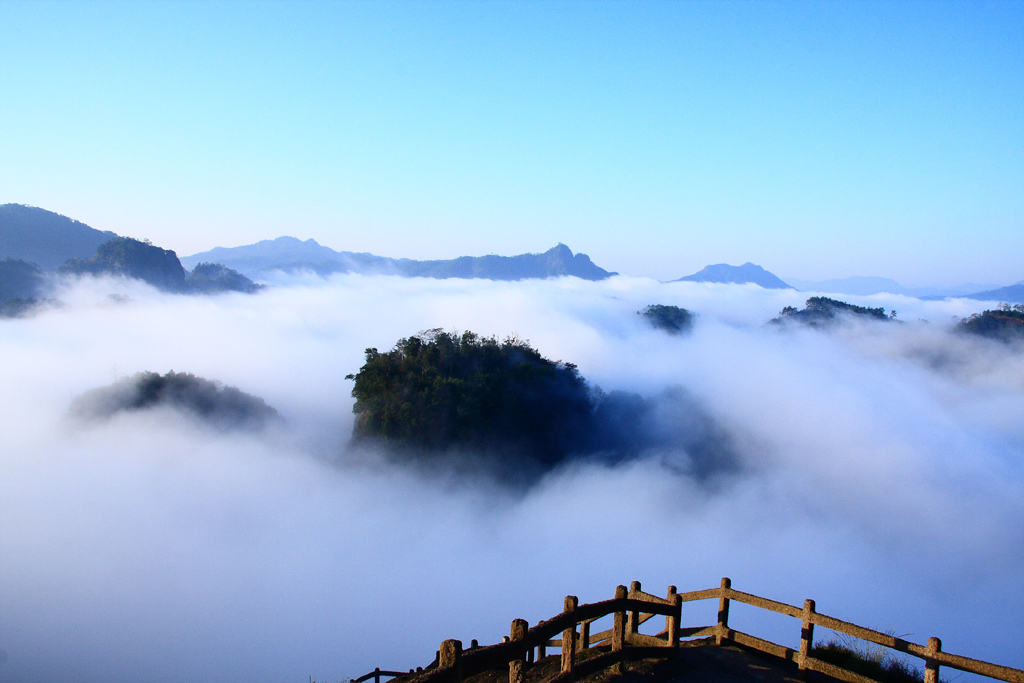
福建武夷山脉的云海
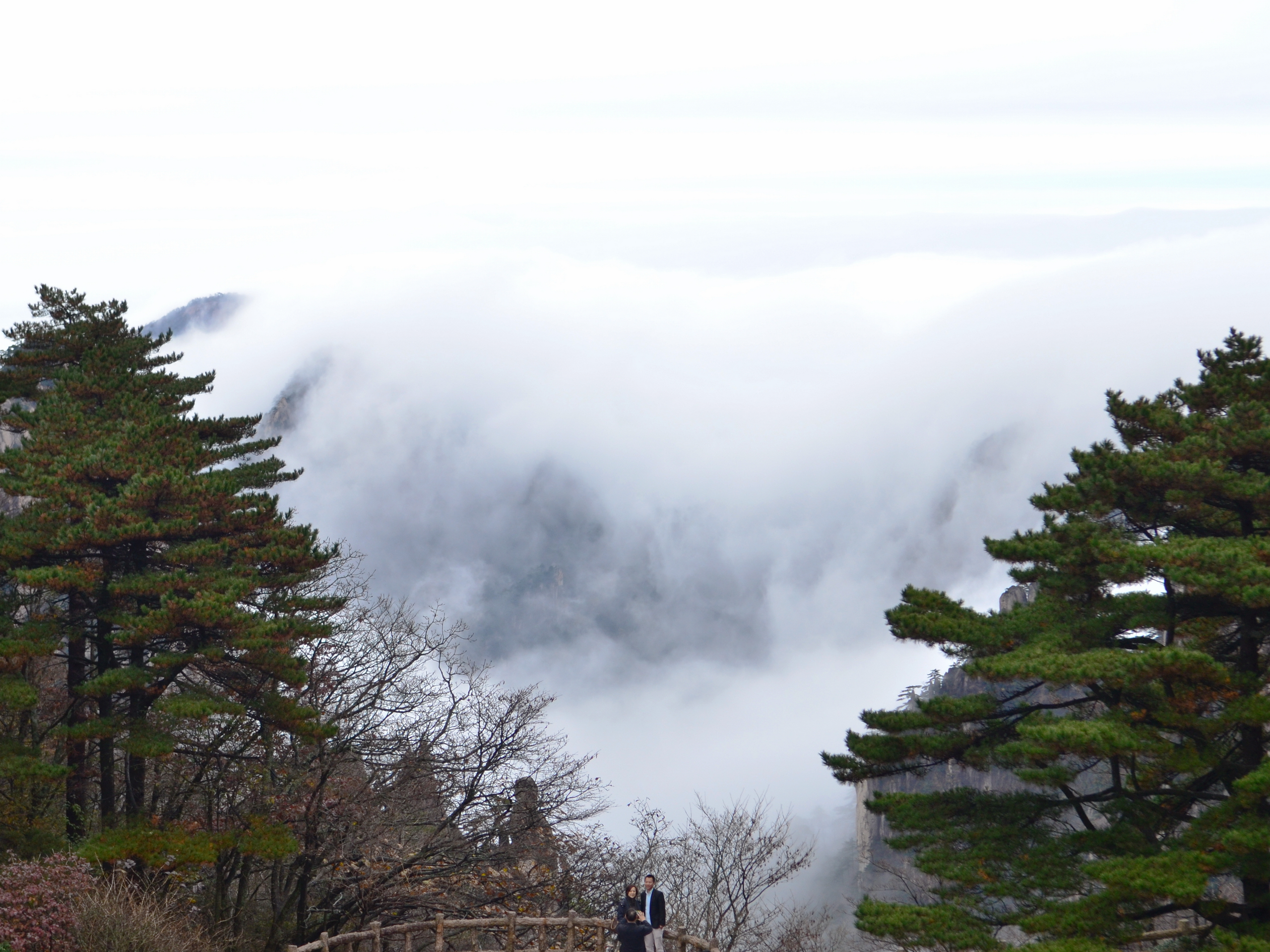
安徽黄山的云瀑
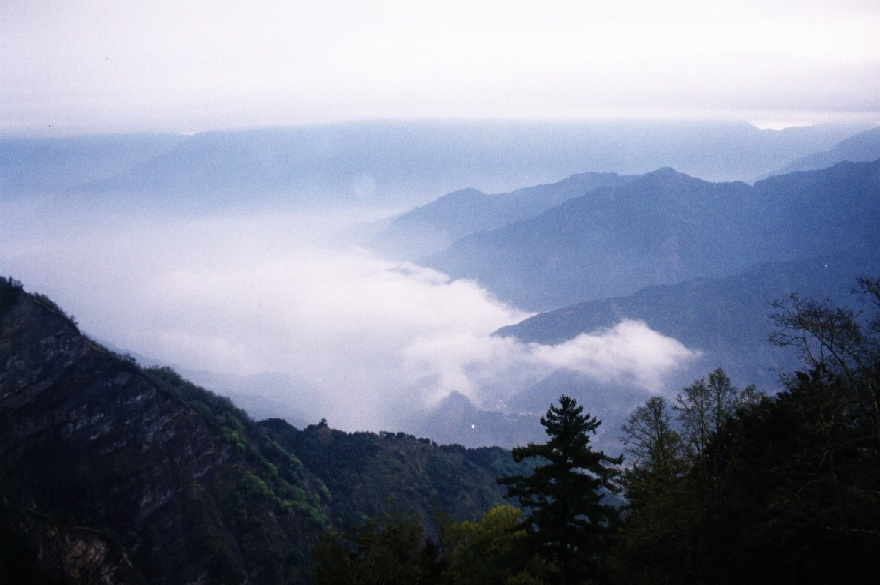
台灣阿里山的雲海
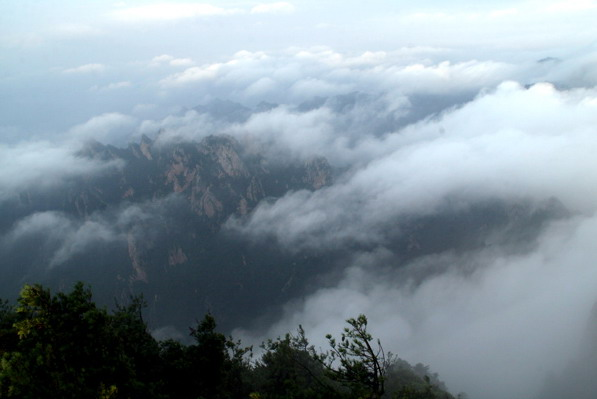
洛陽龙峪湾
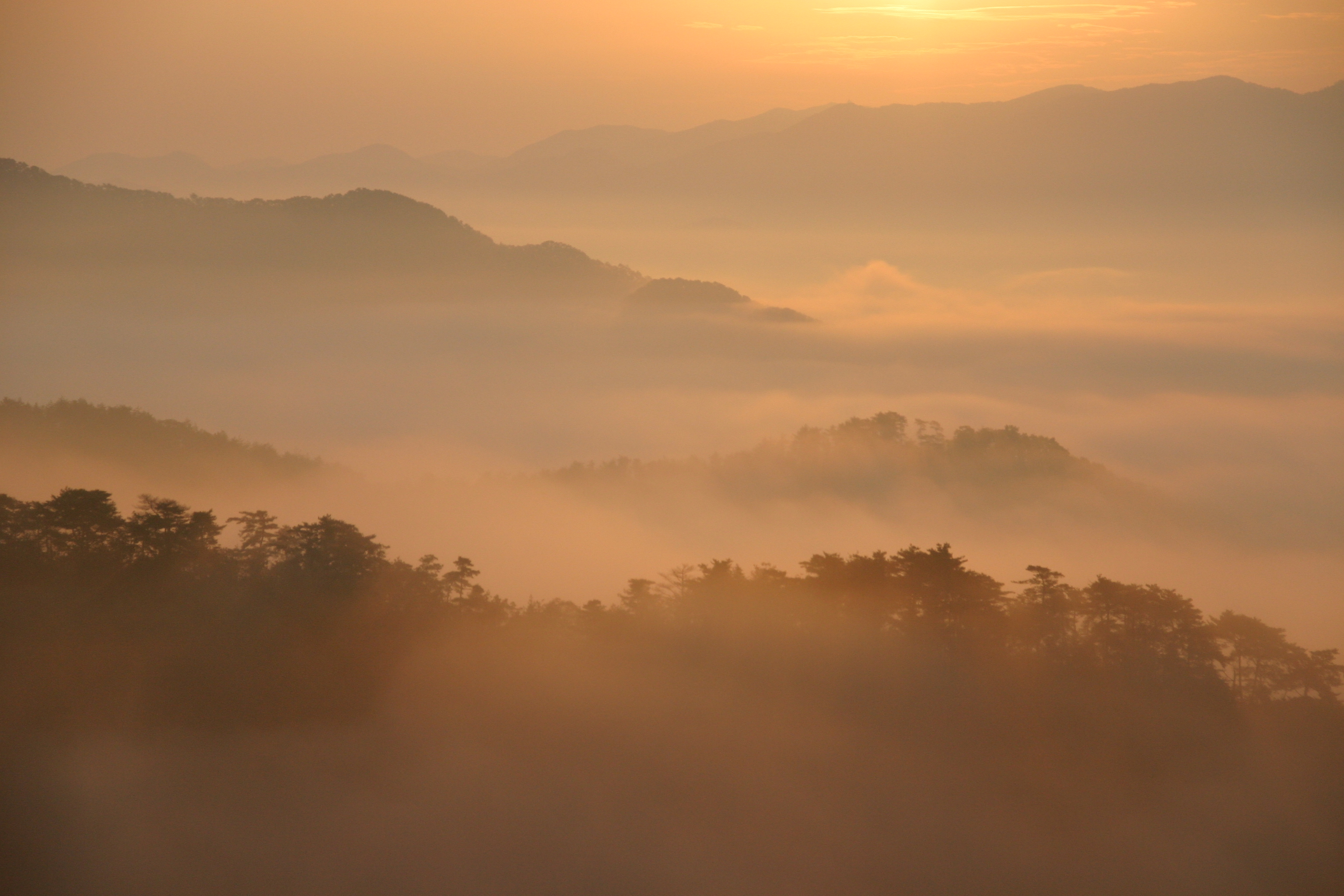
盃岳（日本丹波篠山市）
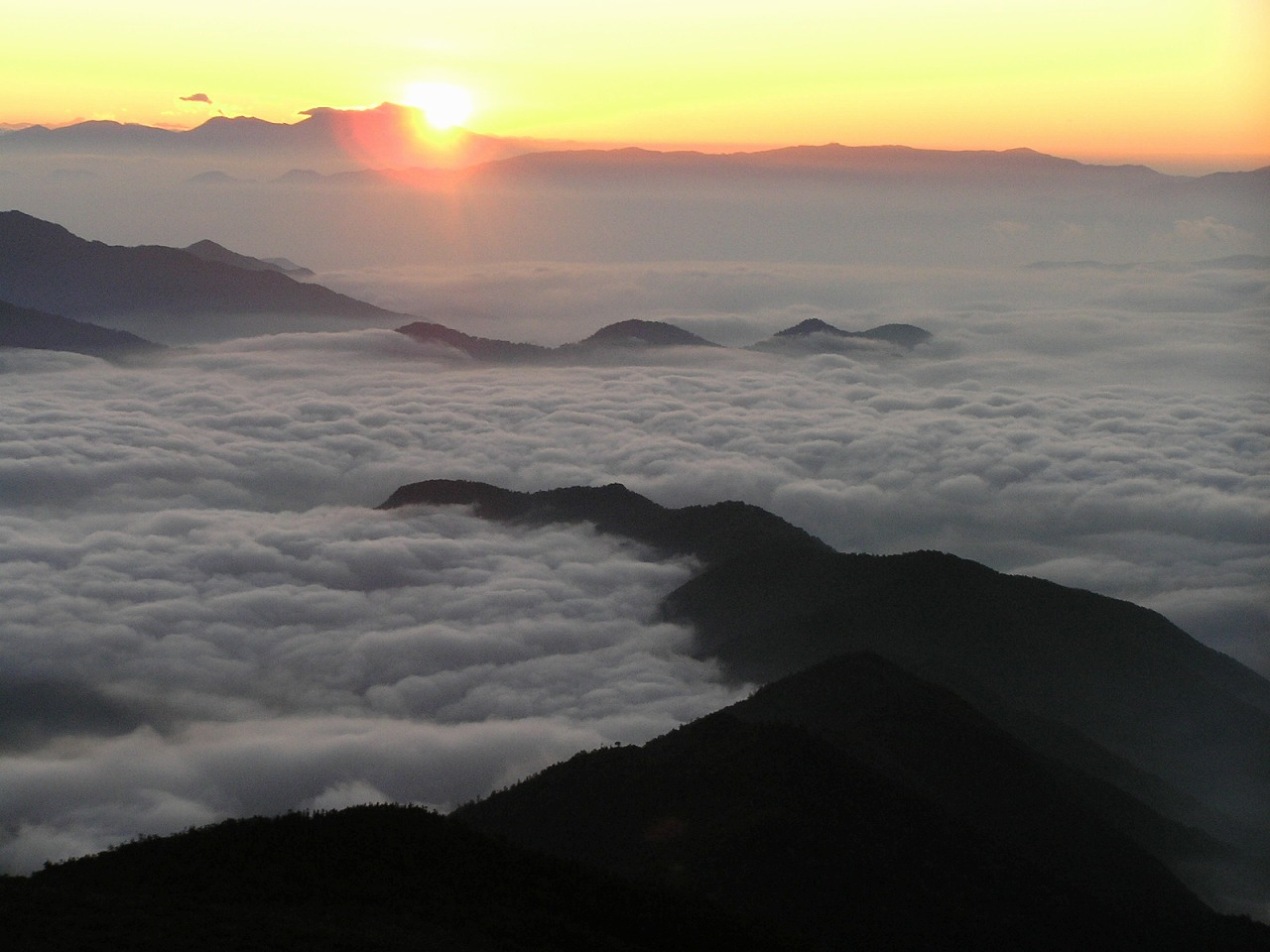
日本富士見嶽
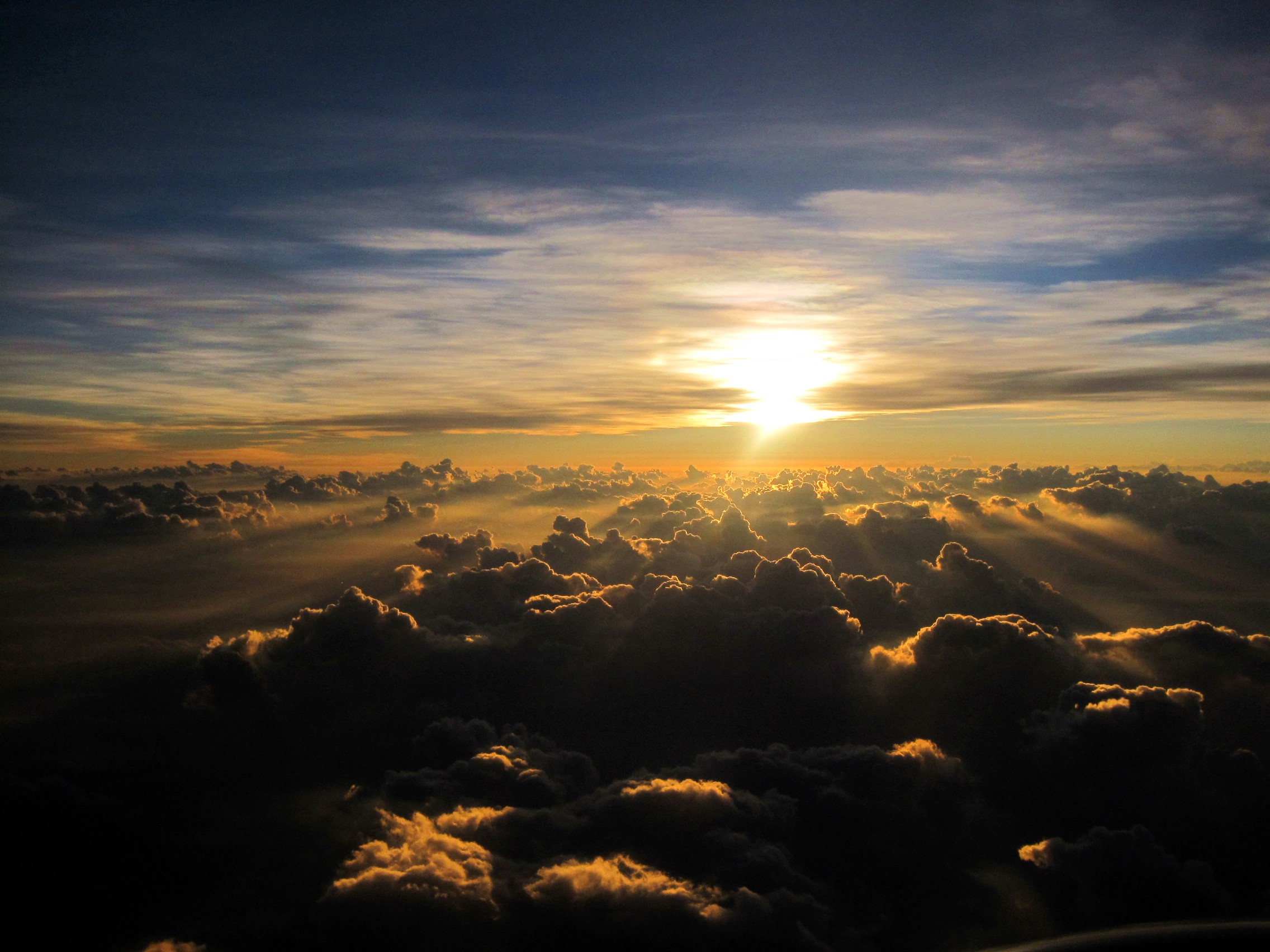
飞机上拍摄的云海
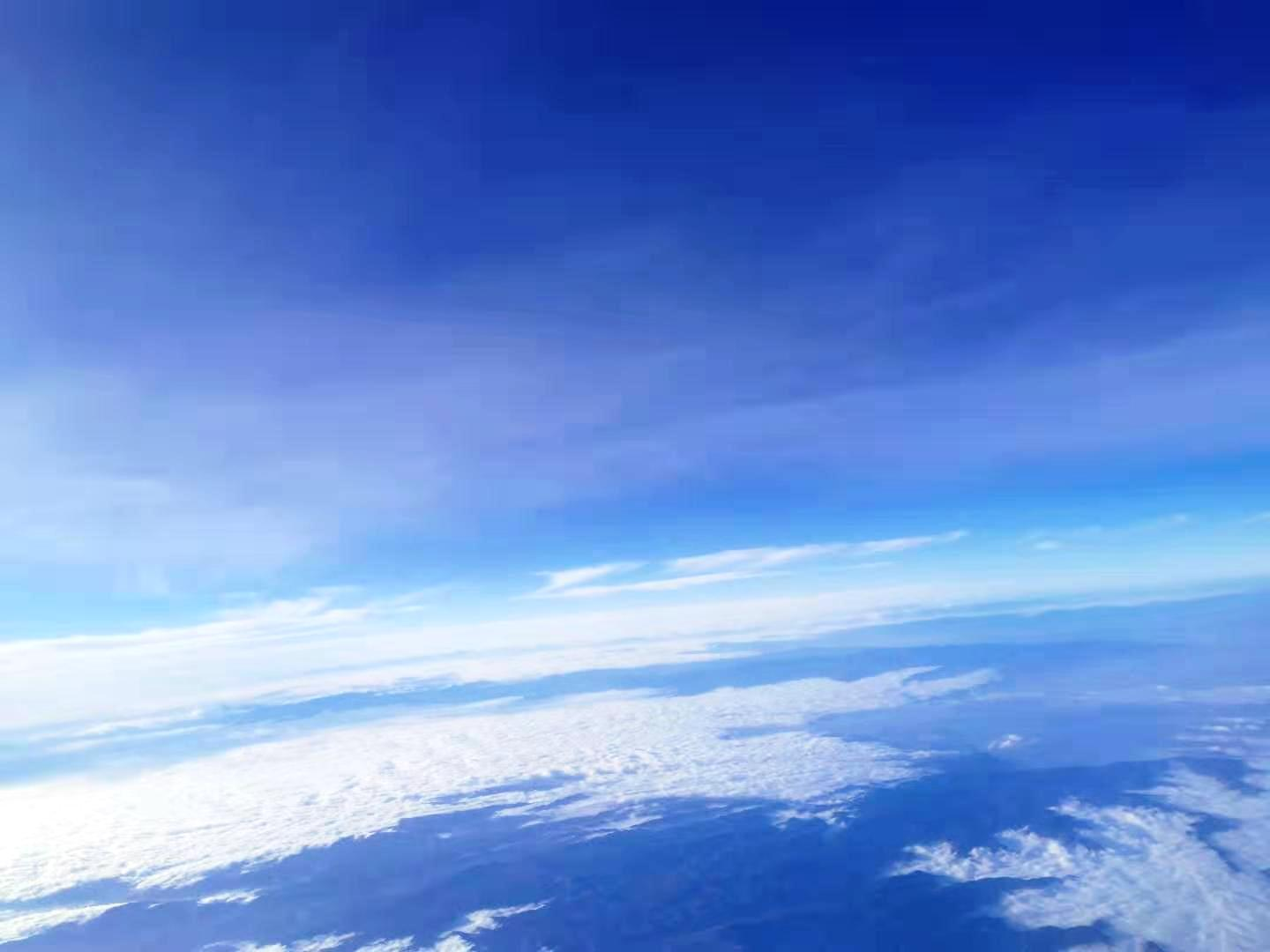
機上雲海。中國南方
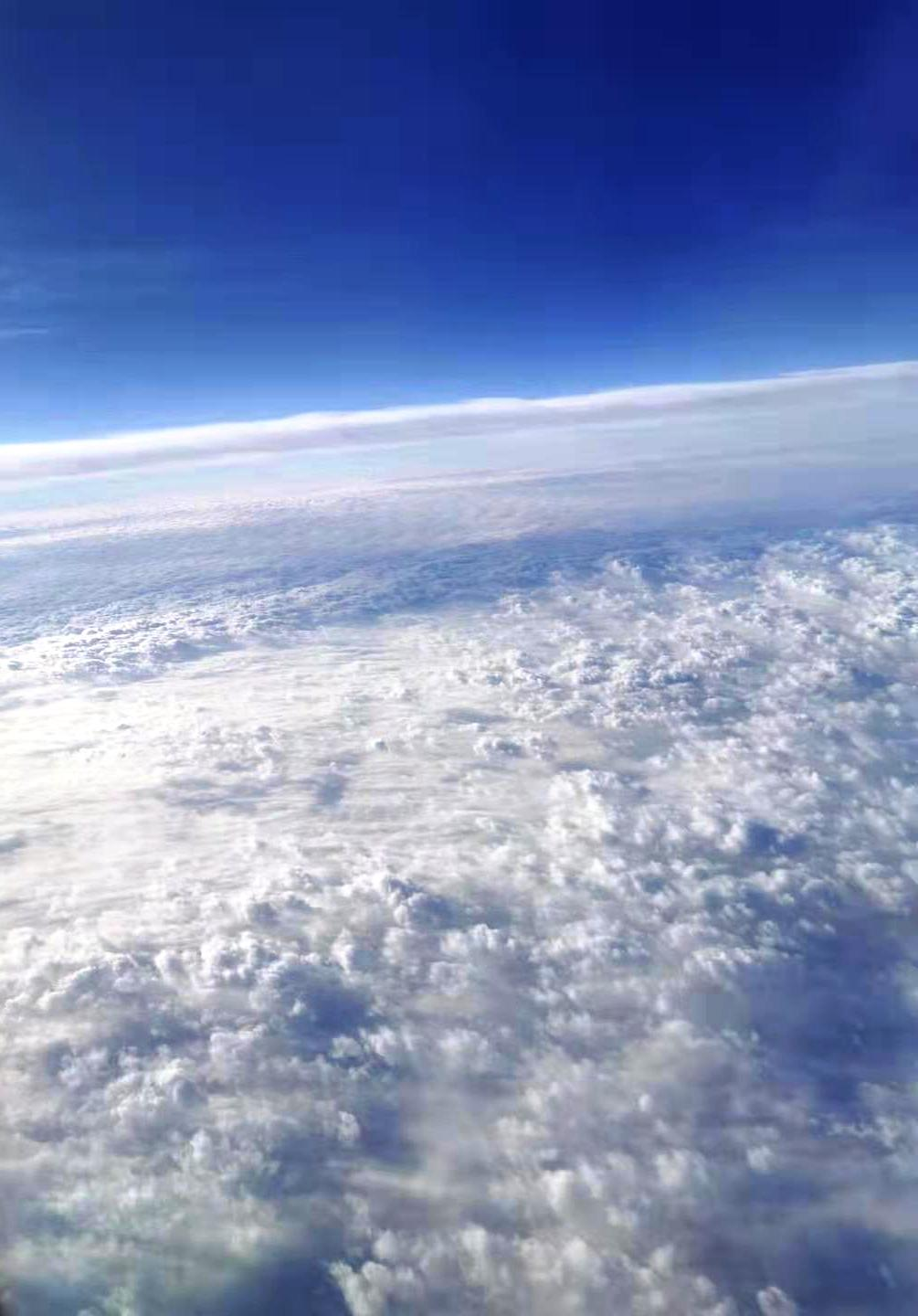
機上雲海。中國南方